# 潘庆由
潘庆由（1891年—1933年7月），原名李起东，又名潘向允，朝鲜族，黄埔军校第五期毕业生，参加过北伐战争、南昌起义和广州起义，后去苏联学习，归国后曾任中共满洲省委巡视员、中共宁安中心县委书记、中共绥宁中心县委书记、中共吉东局组织部长等职。

## 绥宁中心县委书记
1891年，潘庆由出生于清吉林省珲春县（一说宁安县:94:56），1926年入黄埔军校第五期学习:31-32，参加过北伐战争、南昌起义和广州起义，留学苏联后在1931年前任中共满洲省委巡视员:56。
1931年九一八事变爆发后，中共满洲省委为加强对中东铁路牡绥沿线及绥宁、吉东等地的领导，于同年11月决定成立一个直属于中共满洲省委的宁安中心县委。潘庆由被派往宁安县主持会议，传达指示。1932年1月，中共宁安中心县委成立，下辖宁安县委（下辖4个区委和13个支部）、穆棱县委、密山区委和东宁特别支部。潘庆由任中心县委书记。同年6月，日军入侵宁安县后，宁安中心县委机关从宁安迁至穆棱县下城子区，半年后改为“中共绥宁中心县委”。潘庆由继续任中心县委书记。:56-57

### 发展党组织
就任中共宁安中心县委书记后，潘庆由选派全凤来到穆棱县，重建了在九一八事变中遭到严重破坏的中共穆棱县委。同年7月起，他先后派金镇浩、金佰万、朱德海、李成林、朴凤南、李根淑等人前往密山县开展党建工作，后于1932年11月成立中共密山县委。朴凤南任县委书记。同年9月，他将身份被暴露的全凤来和赵昌涉派去东宁县巩固和发展党组织，后成立中共东宁区委。全凤来任区委书记，赵昌涉任区团委书记。1933年1月，他又派郑昌国等人在古城镇建立了中共党支部。同年8月，他派崔红起、李成来等人在古城岗成立了中共勃利县特别支部。:57-59

### 武装抗日
在恢复和发展中共地方党组织的同时，潘庆由还积极发展抗日武装。在他任职期间，宁安地区先后成立了李荆璞和于洪仁领导的“吉东工农反日义务总队”、王汝起领导的 “红枪会”、朱守一和金根领导的“北满工农义勇军”，以及“大刀会”、“西北山八大队”等抗日游击队。这些武装队伍后来发展成为东北抗联第四和第五军。:59
1932年，潘庆由开始指示穆棱县委选拔进步青年充实王德林救国军中共掌控的第二补充团。同年12月，日本关东军大举进犯穆棱一带的吉东地区。王德林、李杜、丁超三大抗日武装很快散败。潘庆由召集李延禄、孟泾清、张建东等人召开紧急会议，决定让李延禄以救国军补充一团和二团组建一支抗日游击总队，并让三人分别担任总队长、政委和参谋长。为鼓舞士气，潘庆由还亲自到队中做思想动员工作。1933年1月1日，李延禄率部在牡丹江东北的磨刀石与入侵的两千余名日军交火，先后四次击退日军的进攻。巴黎《救国时报》等外国媒体对此进行了报道。:59-61
1933年1月下旬，潘庆由派李光林协助李延禄将抗日救国游击总队改编成救国游击军。1934年10月，潘庆由所派干部朴凤南和李成林创建的密山游击队与救国游击军合并成立东北抗日同盟军第四军，1936年3月，东北抗日同盟军第四军改编成为为东北抗日联军第四军。李延禄任军长，潘庆由培养的干部黄玉清任政治部主任。:61-62

## 吉东局和满洲省委巡视员
1932年11月，日军全面占领吉东地区后，中共驻共产国际代表和中共满洲省委决定在吉东地区组建一个领导绥宁中心县委、饶河中心县委和东满特委的中共吉东局，并以吉东局作为共产国际和满洲省委之间的联络机构。1933年5月，中共吉东局在绥宁中心县委驻地穆棱县下城子区正式成立。从海参崴派来的中共满洲省委委员孙广英任书记，潘庆由任组织部长。:61
1933年1月26日，中共驻共产国际代表团发布《一·二六指示信》。 同年6月，中共满洲省根据指示信发布了《中共东满特委告民众书》，并派杨波和潘庆由组成省委代表团到汪清、珲春、延吉等地贯彻 “一·二六”精神。同年7月，潘庆由在中共东满特委书记童长荣的陪同下在珲春召开县委党团扩大会议。在会议上，他对立三左倾路线进行了批判，并严厉批评了县游击大队政委朴斗南，撤销了他的职务并开除了他的党籍。会后，朴斗南开枪将他打死，后叛变。:61-63

## 纪念
- 金日成在其《与世纪同行》的回忆录中称潘庆由是对他影响最大的三个人之一。40多岁的潘庆由曾鼓励当年20岁刚出头的金日成“……做一个朝鲜的胡志明。”[5]
- 黑龙江省牡丹江穆棱市八面通镇东山公园内建有潘庆由、黄玉清等六位抗联烈士的墓碑以及纪念碑。[6]:191-192